# Banting (kráter)

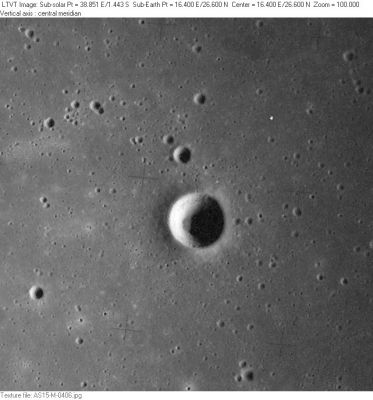
Kráter Banting.

Banting je nevelký kráter nacházející se poblíž centra Mare Serenitatis (Moře jasu) na přivrácené straně Měsíce. Okolní měsíční moře je poměrně ploché bez výraznějšího kráteru či zvrásnění.
Má průměr 5 km a než jej v roce 1973 Mezinárodní astronomická unie pojmenovala současným názvem, nesl označení Linné E. Nyní je pojmenován podle kanadského lékaře Fredericka Bantinga. Kráter Linné pak leží západo-severozápadním směrem.